# Vladimír Kopecký (fyzik)
Vladimír Kopecký (* 3. srpna 1938 v Praze –17. září 2019 v Sedlčanech) byl český fyzik plazmatu.

## Životopis
Dětství prožil spolu s bratrem Miloslavem Kopeckým v rodině knihkupce a nakladatele Miloslava Kopeckého a jeho ženy Marie (rozené Chodorové). Vystudoval teoretickou fyziku na Moskevské státní univerzitě v roce 1963.
Od roku 1963 pracoval v Ústavu fyziky plazmatu Československé akademie věd, v roce 1967 působil v Ústavu atomové energie I. V. Kurčatova v Moskvě.
V letech 1972 až 1988 byl vedoucím oddělení vysokofrekvenčního ohřevu v tokamacích: v letech 1976–1977 se podílel na projektování a stavbě prvního československého tokamaku a posléze v letech 1984–1985 vedl projekt rekonstrukce tohoto tokamaku na tokamak CASTOR. V letech 1980 až 1990 působil v ústavu ve funkci zástupce ředitele. Od roku 1990 se v oddělení nízkoteplotního plazmatu věnoval výzkumu v oblasti plazmové chemie a plazmatronů pro technologické aplikace.

## Vědecké ceny
Vladimír Kopecký získal Cenu Československé akademie věd (1984) a stříbrnou plaketu Československé akademie věd za zásluhy o rozvoj ve fyzikálních vědách (1988).

## Publikační činnost
Autor a spoluautor více než 150 vědeckých prací převážně z oblasti výzkumu fyziky plazmatu, chemie plazmatu, teoretické fyziky a sluneční fyziky. Spoluautor monografie:
- V. Kopecký, J. Preinhaelter: Linear mode conversion in an inhomogeneous magnetized plasma. Academia, Praha 1983.

Spoluautor jedné z nejcitovanějších[zdroj?] českých prací v oblasti fyziky plazmatu:
- J. Preinhaelter, V. Kopecký: Penetration of high frequency waves into a weakly inhomogeneous magnetized plasma at oblique incidence and their transformation to Bernstein modes, J. of Plasma Physics 10 (1973), 1-12,

jejíž základní poznatky budí zájem v úvahách o ohřevu plazmatu v prvním termojaderném reaktoru ITER.
Napsal také mnoho populárně naučných článků do československých a českých časopisů (např. Československý časopis pro fyziku nebo Astropis), přednášek v televizi a rozhlase a též vědeckých scénářů k filmům o plazmatu.

## Biografie
- Pavel Kosatík a kol., editoři: Kdo je kdo – Česká republika, federální orgány ČSFR 91/92. Kdo je kdo, Praha 1991, str. 451.
- Marek Němec a Michael Třeštík, editoři: Kdo je kdo v České republice 94/95. Modrý jezdec, Praha 1994, str. 272.
- Karel Sedláček a Jan Tůma: Atom skrývá naději. Naše vojsko, Praha 1987, str. 252–257.